# Callopistria concinna
Callopistria concinna là một loài bướm đêm trong họ Noctuidae.